# Climate Pledge Arena
Le Climate Pledge Arena (autrefois Seattle Center Coliseum et KeyArena) est une salle omnisports située au nord du centre-ville de Seattle, dans l'État de Washington, sur les terres du Seattle Center (le site de la Century 21 Exposition, l'exposition universelle de 1962).
Elle accueille les matchs des SuperSonics de Seattle, en NBA depuis 1967, mais entre 1978 et 1985 ils ont joué au King County Domed Stadium (Kingdome) ainsi qu'au Tacoma Dome lors de la saison 1994-1995. Le 2 juillet 2008, l'annonce officielle du déménagement des SuperSonics est confirmée. L'équipe s'installera maintenant dans la ville d'Oklahoma City. Depuis 2000, la salle est aussi le domicile d'une équipe féminine de basket-ball, les Storm de Seattle de la Women's National Basketball Association. C'est également la patinoire des Thunderbirds de Seattle de la Ligue de hockey de l'Ouest. La KeyArena a une capacité de 17 072 places pour le basket-ball, 15 177 pour le hockey sur glace, 16 641 pour les concerts (end-stage), et 17 459 places pour les combats de boxe et les concerts (center-stage). Elle dispose de 58 suites de luxe et 1 702 sièges de club.
L'édifice subit des travaux de reconstruction deux fois en espace de vingt ans.
Le Climate Pledge Arena est le domicile du Kraken de Seattle de la Ligue nationale de hockey, l'aréna est actuellement la plus ancienne salle opérationnelle de la ligue puisque la structure originale date de 1962, l'année où l'édifice est inauguré.

## Histoire
L'arène a été inaugurée en 1962 comme Seattle Center Coliseum pour la Century 21 Exposition l'exposition internationale qui se tenait cette année-là à Seattle.
Pendant plusieurs saisons entre 1980 et 1985, les SuperSonics de Seattle ont utilisé le Kingdome comme principale salle à domicile, en plus du Coliseum. Ceci s'est principalement produit lors des rencontres de séries et d'autres parties avec des affluences excédant la capacité du vieux Seattle Center Coliseum et ses 14 000 sièges. Le Coliseum a aussi été un lieu de polémique. Le 5 janvier 1986, un match entre les Sonics et les Suns de Phoenix fut suspendu à cause de la pluie s'écoulant dans la salle. Le 5 mars 1972, Spencer Haywood s'est blessé au genou après avoir glissé dans une flaque d'eau sur le terrain en raison du toit perméable. Il a poursuivi la ville de Seattle et rassembla 55 000 dollars.

## Première reconstruction
Le bâtiment fut reconstruit entre 1994 et 1995 afin d'être plus spacieux et approprié aux normes de la National Basketball Association. C'est le 16 juin 1994 que la restauration commença.
Pendant la reconstruction, les lignes originelles du toit ont été utilisées comme guide pour les appuis principaux qui existe toujours mais le reste de l'édifice fut rénové. Le bois, l'acier et le béton provenant de la démolition ont été réutilisés dans la construction ou vendus à des recycleurs. Le sol, qui était à l'origine au niveau de la rue, a été abaissé de 35 pieds (10,5 mètres) pour permettre l'ajout de plus de 3000 sièges. Les travaux prirent fin le 26 octobre 1995.
Après la modernisation, le Seattle Center Coliseum fut renommé KeyArena, car la société KeyBank acheta les droits d'appellation pour $15,1 millions de dollars sur 15 ans. La transformation coûta 75 millions de dollars à la ville de Seattle et 19 millions de dollars au SuperSonics. Le coût total du projet est estimé à 94 millions de dollars, ce qui inclut la démolition du bâtiment existant, le développement du nouveau, et les coûts de financement.
Le premier match de saison régulière des SuperSonics de Seattle dans la nouvelle KeyArena se déroula le 4 novembre 1995 contre les Lakers de Los Angeles.
En fin d'année 2004, on projette d'agrandir la KeyArena à presque deux fois sa dimension actuelle pour accommoder de nouveaux restaurants, magasins et un terrain d'entraînement (le coût était estimé à 220 millions de dollars). Ces propositions ne se sont jamais concrétisées et ont été citées par les propriétaires des Sonics comme une raison de déplacer l'équipe à Oklahoma City.

## Deuxième reconstruction
En 2017, un groupe promoteur de la région de Seattle (Oak View Group) a comme idée un projet de rénover entièrement le KeyArena afin de rendre la salle plus moderne et accueillir à nouveau une équipe de la NBA ou une franchise de la Ligue nationale de hockey. Le coût de ce projet est évalué à 600 millions de dollars US. C'est la deuxième fois depuis 1994 que l'aréna subira des rénovations majeures. Les travaux de l'amphithéâtre débutent en 2018.
La LNH décide d'avaliser une franchise à Seattle pour la saison 2021-2022.
Au début de l'été 2018, le coût du projet de rénovation s'élève à 100 millions de plus et passe à 700 millions de dollars, pour reconstruire entièrement l'amphithéâtre. Au cours des travaux, seule la toiture de l'édifice demeure en place, l’ensemble étant entièrement démoli pour ensuite être reconstruit. En avril 2019, les coûts des travaux ont encore augmenté et sont évalués à 900 millions de dollars, tout comme la durée des rénovations, qui pourrait se prolonger jusqu’à la fin de l’été 2021. En septembre, le premier chiffre est réévalué à 930 millions.
Le 24 juin 2020, Amazon annonce avoir fait l'acquisition des droits sur le nom de l'aréna et décide de le renommer Climate Pledge Arena.
L'extérieur de l'aréna conserve son aspect historique avec sa toiture en forme de pyramide, seul un des quatre côtés du bâtiment est étiré, plusieurs panneaux solaires ont été posés sur le toit de la nouvelle partie étendue de l'aréna.
L'intérieur de la salle est entièrement transformé : nouvelle architecture des estrades à l'allure moderne et deux tableaux d'affichages de formes triangulaires suspendus au-dessus des zones défensives de la patinoire, ce qui est devenu une première pour un aréna à posséder deux tableaux au plafond.
Le Climate Pledge Arena est le premier aréna écoénergique au monde, il permet d'utiliser de l'eau de pluie pour fabriquer la glace de la patinoire, il possède des panneaux solaires pour éclairer tout l'intérieur de la salle.

## Événements
- NBA All-Star Game 1974, 15 janvier 1974
- Coupe Memorial, 9-17 mai 1992
- Nirvana, 11 septembre 1992
- WWE No Way Out, 15 février 2009
- WWE Over the Limit 2011, 22 mai 2011
- Concerts de Madonna (The MDNA Tour), 2 et 3 octobre 2012
- Concert de Rihanna, (Diamonds World Tour), 3 avril 2013
- One Direction, (Take Me Home Tour), 28 juillet 2013
- Concert de Lady Gaga (artRAVE : The ARTPOP Ball), 28 mai 2014
- AEW WrestleDream, 1er octobre 2023
- Concerts de Madonna (The Celebration Tour), 17 et 18 février 2024

## Galerie

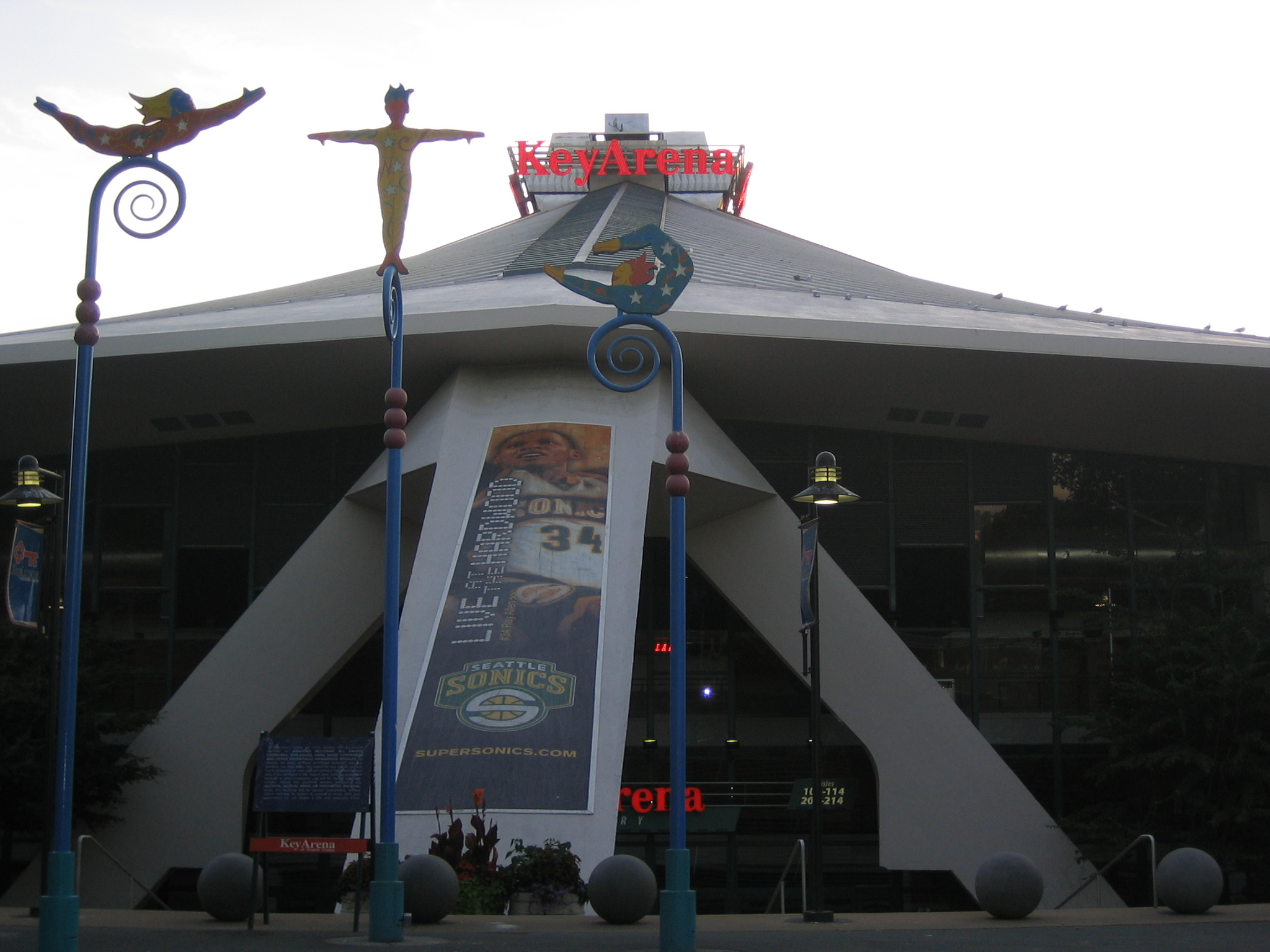
KeyArena
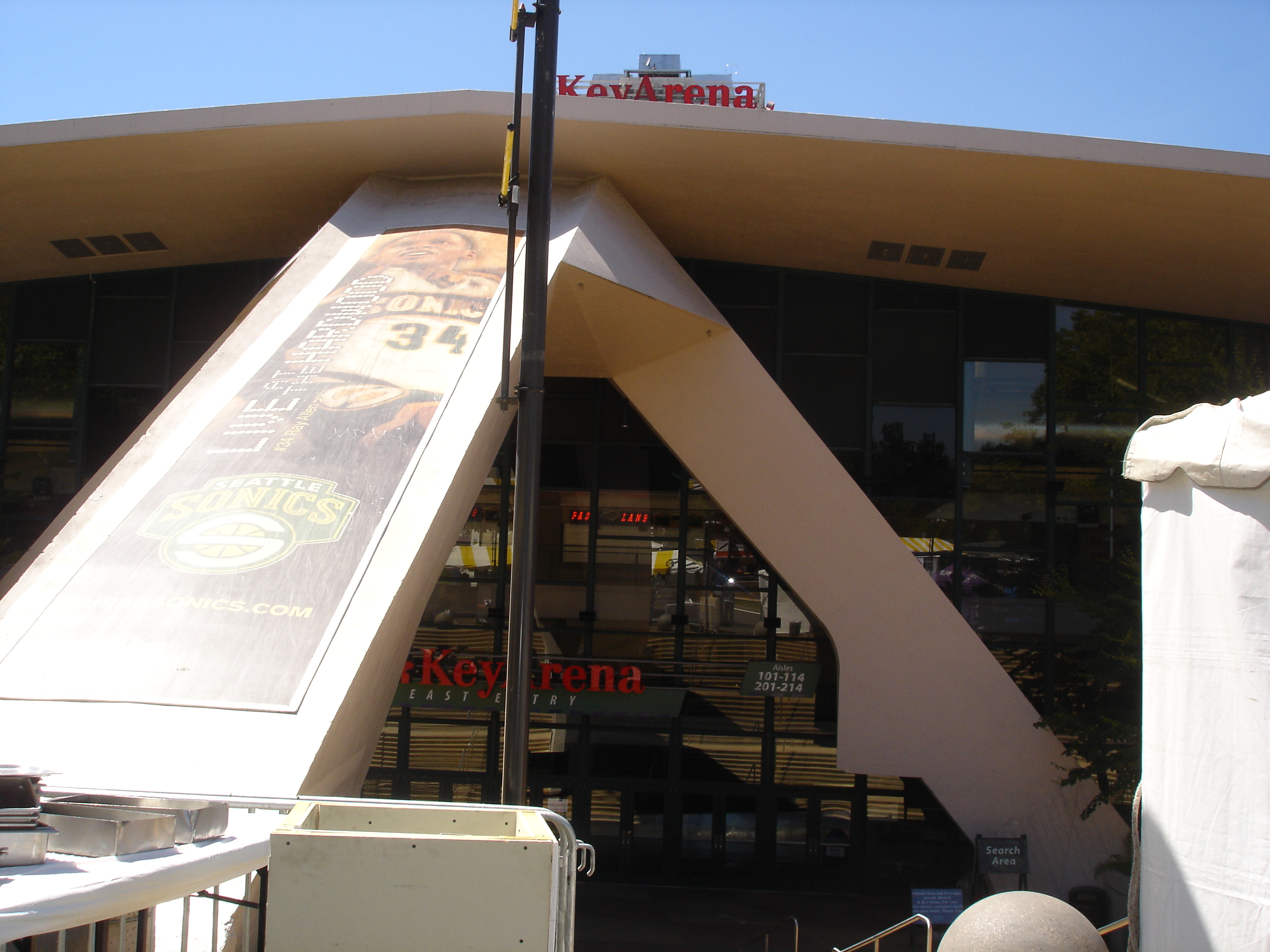
Entrée principale
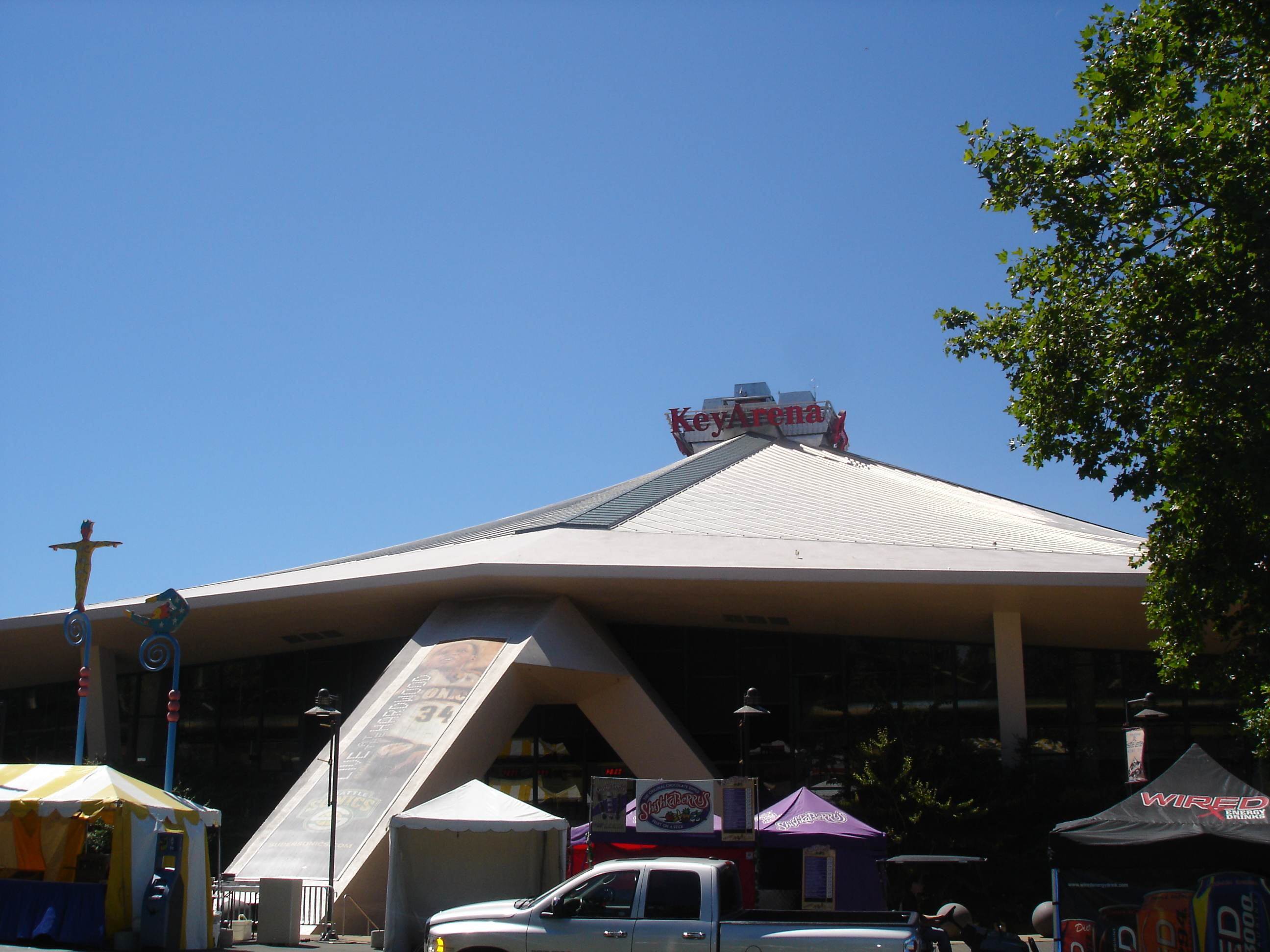
Vue extérieure
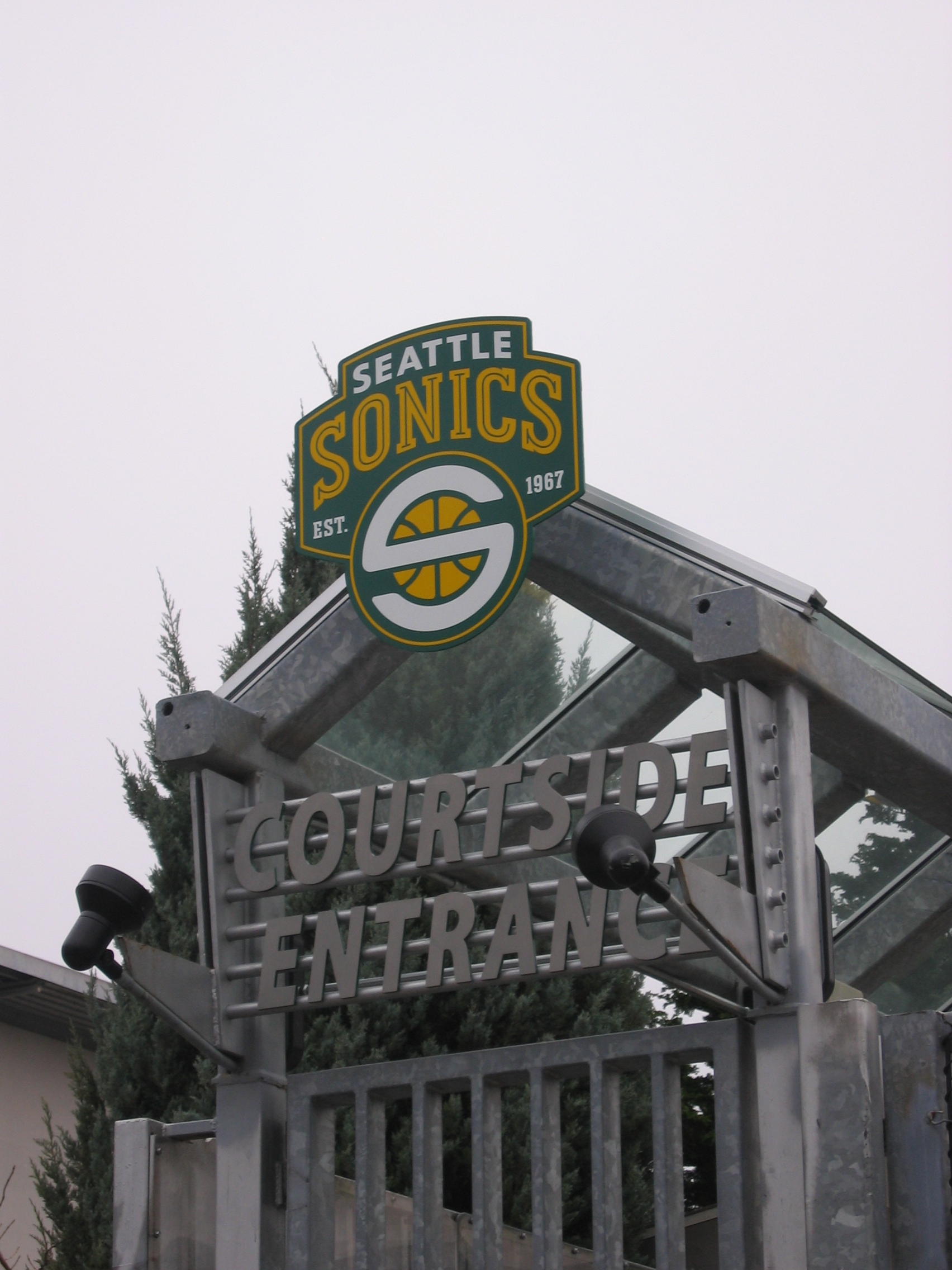
Entrée
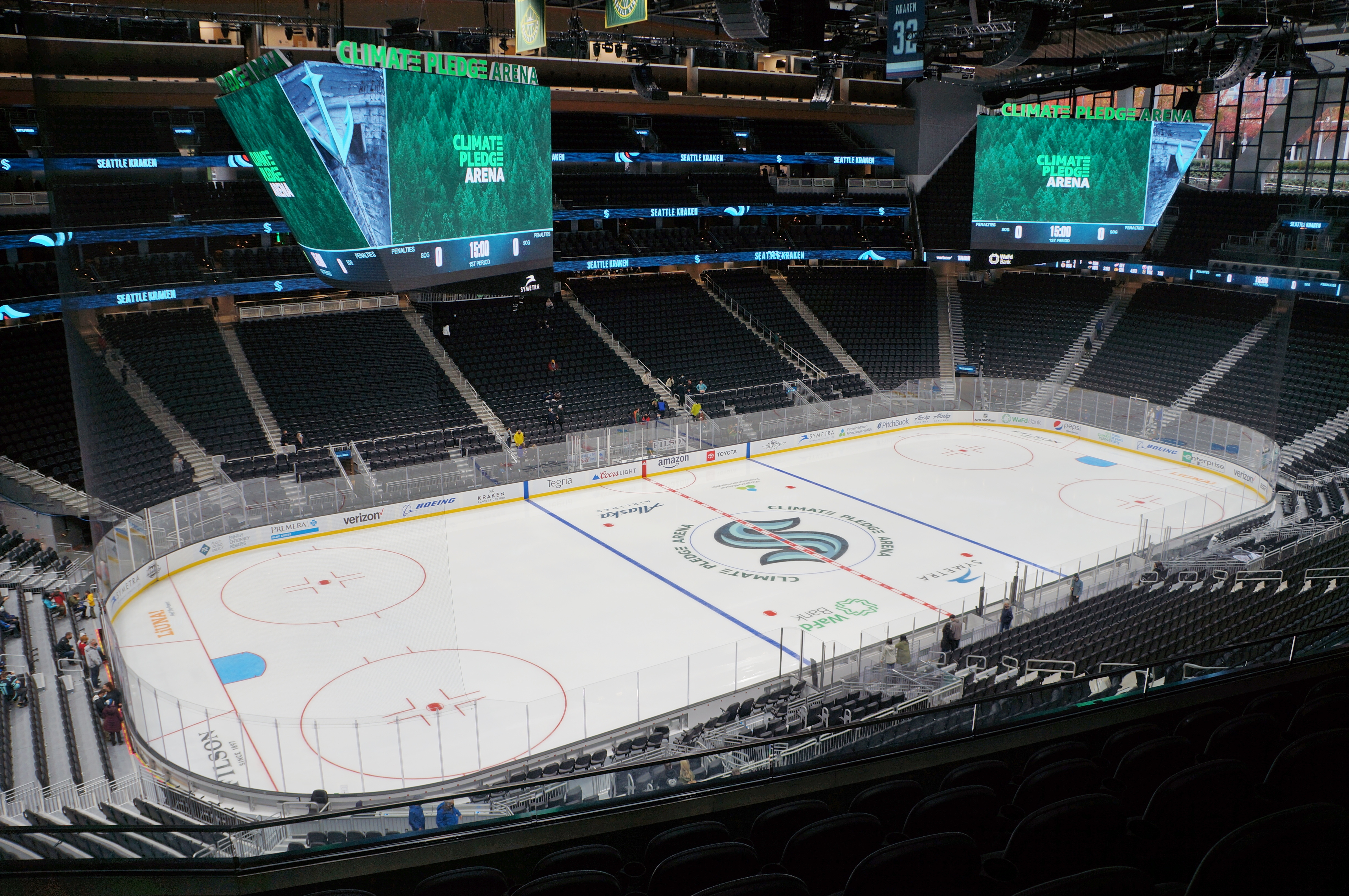
Intérieur du Climate Pledge Arena en 2021
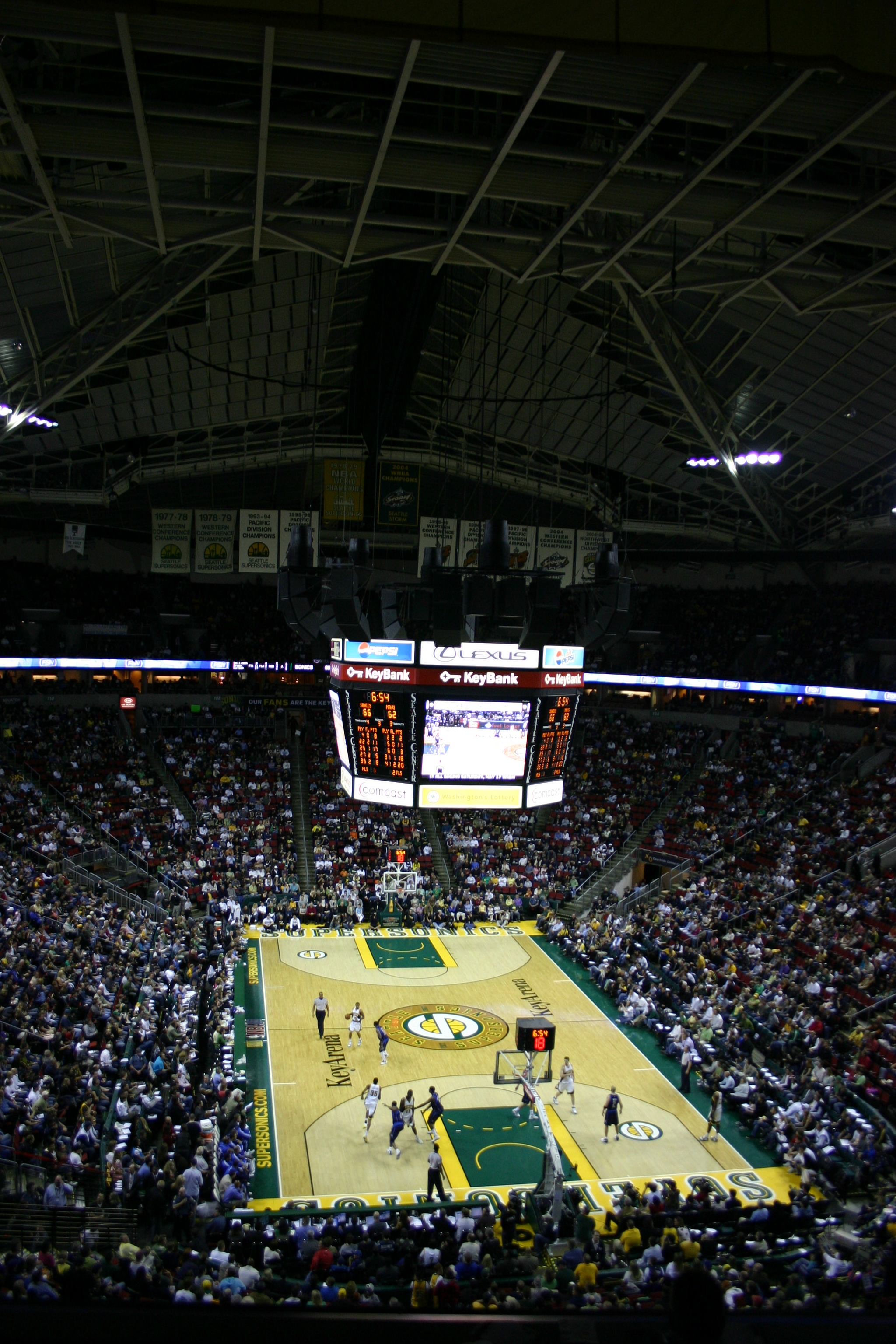
Rencontre des Sonics
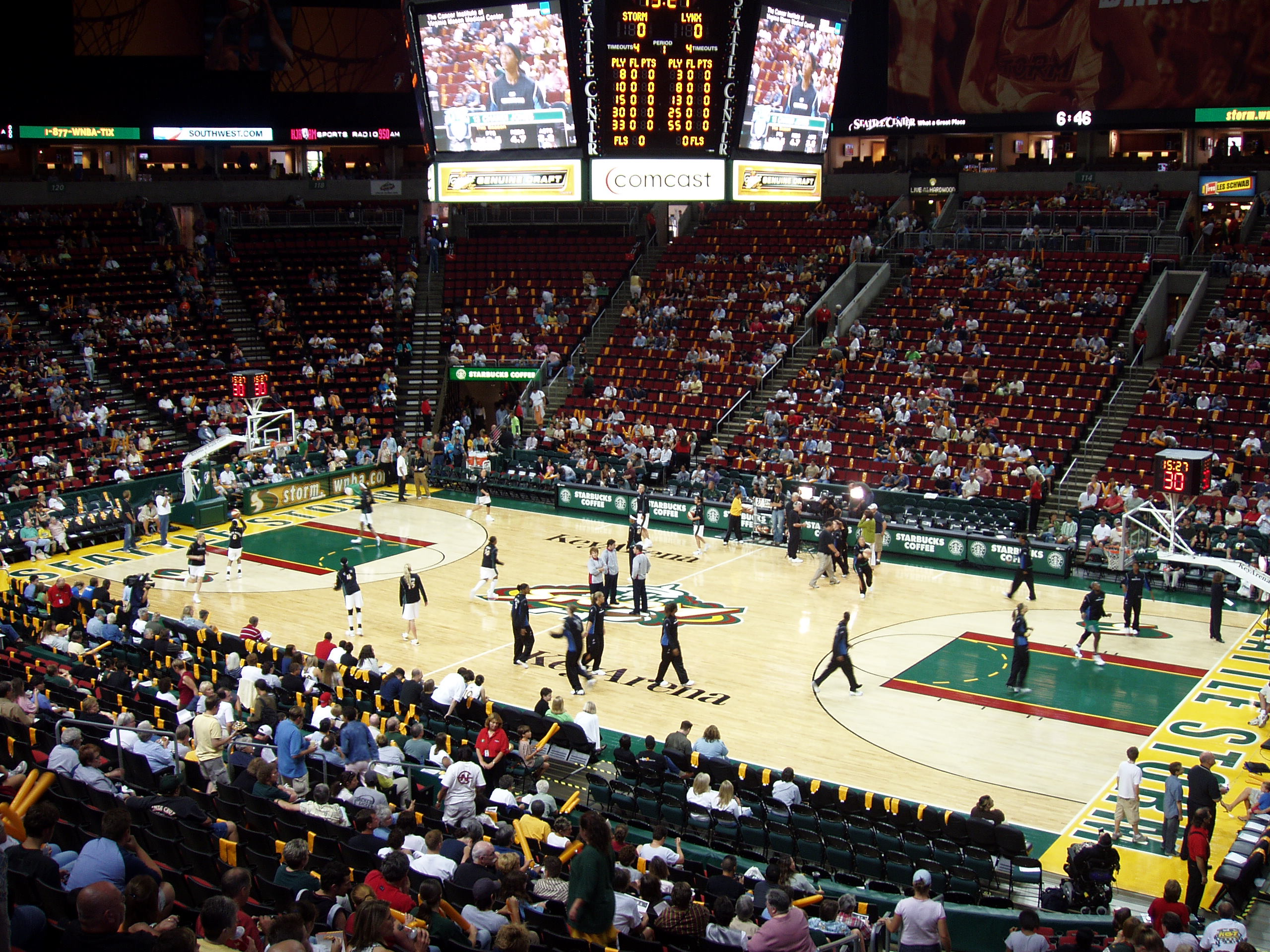
Partie du Storm
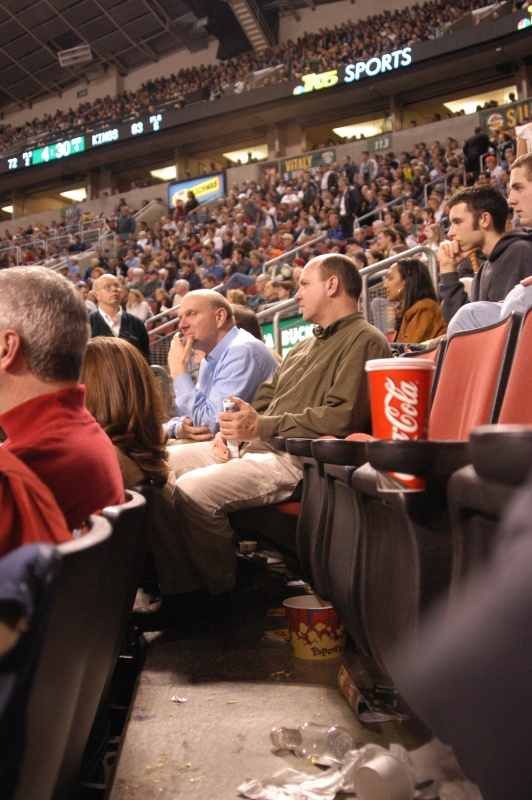
Dans les tribunes